# Devil Summoner
Devil Summoner (デビルサマナー, Debiru Samanā), initialement commercialisée sous le nom de Shin Megami Tensei: Devil Summoner, est une franchise de jeu vidéo développée et principalement éditée par Atlus. Centrée sur une série de jeu vidéo de rôles, Devil Summoner est un spin-off de la franchise Megami Tensei d'Atlus. Le premier opus de la série, Shin Megami Tensei: Devil Summoner, est sorti en 1995 sur Sega Saturn. Depuis, la série a connu plusieurs autre jeux, avec le plus récent étant Soul Hackers 2, sorti en 2022.
Devil Summoner a commencé comme un spin-off basé sur Shin Megami Tensei If... (1994), qui a reçu un accueil positif. Les jeux, situés dans une Terre alternative entre les années 1930 et un futur proche fictionnalisé, mettent en scène un personnage lié à la famille Kuzunoha, ou portant son nom, utilisant des démons pour enquêter sur des affaires impliquant le surnaturel. Créée par Kouji Okada, la série a été développée par plusieurs vétérans de Megami Tensei, dont l'artiste  Kazuma Kaneko et le compositeur Shoji Meguro. Bien que chaque opus a une histoire et une période différente, ils partagent tous un même univers et utilisent des éléments récurrents de récits policiers.
La série est restée exclusive au Japon jusqu'à la sortie de Devil Summoner: Raidou Kuzunoha vs. the Soulless Army en 2006. Plusieurs titres ont été soutenus par des médias dérivés et du matériel supplémentaire pour les jeux. Les deux premiers titre Devil Summoner ont été parmi les meilleures ventes sur Saturn. Les jeux de la série ont généralement reçu un accueil positif à l'international.

## Titres
| 1995 | Devil Summoner                        |
| 1996 |                                       |
| 1997 | Soul Hackers                          |
| 1998 |                                       |
| 1999 |                                       |
| 2000 |                                       |
| 2001 |                                       |
| 2002 |                                       |
| 2003 |                                       |
| 2004 |                                       |
| 2005 |                                       |
| 2006 | Raidou Kuzunoha vs. the Soulless Army |
| 2006 | Pinball: Judgment                     |
| 2007 | Soul Hackers: Intruder                |
| 2008 | Soul Hackers: New Generation          |
| 2008 | Raidou Kuzunoha vs. King Abaddon      |
| 2009 |                                       |
| 2010 |                                       |
| 2011 |                                       |
| 2012 |                                       |
| 2013 |                                       |
| 2014 |                                       |
| 2015 |                                       |
| 2016 |                                       |
| 2017 |                                       |
| 2018 |                                       |
| 2019 |                                       |
| 2020 |                                       |
| 2021 |                                       |
| 2022 | Soul Hackers 2                        |

### Série principale
- Shin Megami Tensei: Devil Summoner est le premier jeu de la série, et est sorti au Japon sur Sega Saturn en 1995[3]. Le jeu a ensuite été porté sur PlayStation Portable, sorti au Japon en 2005[4]. Il reste exclusif au Japon[5]. L'histoire prend place dans la ville côtière d'Hirasaki, où le joueur incarne un protagoniste silencieux ressuscité dans le corps du détective Kyouji Kuzunoha, alors qu'il enquête sur des phénomènes surnaturels[6].
- Devil Summoner: Soul Hackers est le deuxième jeu de la série, sorti au Japon sur Sega Saturn en 1997[7]. Un portage amélioré sur PlayStation est sorti au Japon en 1999[8]. Un autre portage sur Nintendo 3DS est sorti en 2012 au Japon, et en 2013 à l'Occident[9],[10],[11]. L'histoire se déroule à Amami City, une ville côtière créée et gérée par la société technologique Algon Soft. Le jeu suit un membre du groupe de hackers Spookies enquêtant sur des événements inhabituels liés à la ville virtuelle d'Algon[12].
- Devil Summoner: Raidou Kuzunoha vs. the Soulless Army est le troisième jeu de la série, sorti sur PlayStation 2 (PS2) en 2006 au Japon et en Amérique du Nord, et 2007 en Europe[13],[14]. L'histoire suit l'enquête de Raidou Kuzunoha XIV sur l'Armée sans Âmes, qui menace Tokyo[15].
- Devil Summoner 2: Raidou Kuzunoha vs. King Abaddon est le quatrième jeu de la série, sorti sur PS2 en 2008 au Japon et en 2009 en Amérique du Nord en tant qu'édition limitée[16],[17]. Poursuivant l'histoire de Raidou Kuzunoha XIV, l'intrigue suit son enquête sur le principal antagoniste, le Roi Abaddon[16].
- Soul Hackers 2 est le cinquième jeu et une suite à Soul Hackers, sorti mondialement en 2022 sur Windows, PlayStation 4, PlayStation 5, Xbox One et Xbox Series X/S. Située au milieu du XXIe siècle, l'intrigue suit Ringo, une agente de l'entité numérique Aion, alors qu'elle rassemble des invoqueurs issus de clans rivaux pour faire face à une menace apocalyptique[18],[19].

### Médias associés
Les personnages ainsi que l'art du premier Devil Summoner ont été utilisés pour le jeu mobile flipper Shin Megami Tensei Pinball: Judgment, sorti au Japon en 2006 via EZweb,. Soul Hackers a connu deux suites mobiles: Devil Summoner: Soul Hackers – Intruder, un jeu de rôle tactique de 2007 avec des éléments de jeu d'aventure; et Devil Summoner: Soul Hackers – New Generation, un jeu au tour par tour de 2008 se déroulant dans un monde virtuel,,,.
Devil Summoner a été adapté en une série télévisée en live-action en 1997, dont la popularité a conduit à une deuxième série en 1998. Deux romans basés sur la série, écrits par Ryo Suzukaze, ont été publiés en 1996 sous la marque d'éditeur Aspect Books de Media Works,. Soul Hackers a reçu deux romans dérivés; Devil Summoner Soul Hackers: Death City Korin de Osamu Makino publié en avril 1998 par Aspect Books, et Devil Summoner Soul Hackers: Nightmare of the Butterfly de Shinya Kasai publié en mai 1999 par Famitsu Bunko,. Une adaptation manga, écrite par Fumio Sasahara et illustrée par Kazumi Takasawa, a été publiée en deux volumes en mars et août 1999 par Kadokawa Shoten,.
La duologie Raidou Kuzunoha duology a donné lieu à plusieurs expansions médiatiques. Un roman dérivé intitulé Devil Summoner: Raidou Kuzunoha vs. the Dead Messengers, écrit par Boogey Toumon et illustré par Kazuma Kaneko, a été publié par Kadokawa Shoten en 2006. Un manga spin-off, Devil Summoner: Raidou Kuzunoha vs. Kodoku no Marebito, a commencé sa sérialisation en 2009 sur le site en ligne Famitsu Comic Clear, et a été publié en six volumes entre 2010 et 2012. Le manga a été écrit par Kirihito Ayamura d'après un brouillon de l'histoire de Kaneko, et supervisé par Kazuyuki Yamai d'Atlus,,. Une dramatique en CD en deux parties, Devil Summoner: Raidou Kuzunoha vs. the One-Eyed God, a été publiée par Frontier Works en 2009,.

## Éléments récurrents
Contrairement à l'univers post-apocalyptique de la série principale Megami Tensei, Devil Summoner se déroule dans une Terre moderne alternative où des individus appelés "devil summoners" (invocateurs de démons) forment des contrats avec des démons à l'aide de dispositifs appelés COMPs,. Les protagonistes, des devil summoners souvent associés avec la famille Kuzunoha, enquêtent sur les mauvais usages des démons,. Un élément récurrent est la rivalité entre deux clans d'invocateurs, le bienveillant Yatagarasu et la malveillante Phantom Society,. La duologie Raidou Kuzunoha se déroule pendant une version fictive de la période Taishō au Japon. Les intrigues suivent le quatorzième devil summoner à porter le titre de Raidou Kuzunoha, qui fait face à des menaces surnaturelles à Tokyo tout en travaillant à l'agence de détectives Narumi,.
Les deux premiers titres utilisent un système de combat au tour par tour traditionnel inspiré de la série principale Megami Tensei, où le personnage principal et une équipe de jusqu'à cinq démons participent à des batailles vues de la première personne, tout en naviguant à la fois sur une carte du monde et dans des donjons,. Soul Hackers 2 utilise également un système de combat au tour par tour, reprenant des éléments comme l'exploitation des faiblesses des ennemis pour obtenir des tours supplémentaires, caractéristiques de la série Shin Megami Tensei. La duologie Raidou Kuzunoha, quant à elle, adopte un système de combat basé sur l'action, avec des environnements de ville et de donjon pré-rendus,. Le protagoniste combat dans des arènes de combats séparées avec deux démons assignés lors de rencontres aléatoires. Dans le premier jeu, Kuzunoha capture les démons pendant les batailles, tandis que dans le deuxième, il les convainc de le rejoindre via un système de conversation. Un démon assigné peut également être utilisé pour résoudre des énigmes environnementales,.
Un autre élément récurrent est la relation du joueur avec ses démons. Bien que les démons soient obtenus via différents moyens selon les jeux, l'alignement et les actions en combat d'un démon jouent tous un rôle dans la façon dont ils répondent aux commandes. Si un démon utilise une compétence avec qui ils ont une affinité faible trop de fois, ils ne répondront plus très bien aux commandes. Les démons recrutés peuvent également être fusionnés en de nouveaux démons, en conservant certains traits de leurs prédécesseurs,,. Une ressource appelée Magnatite ou son équivalent est nécessaire pour maintenir les démons invoqués ou pour alimenter les attaques liées à différents éléments, et cette mécanique apparaît dans plusieurs jeux de la série,,. Un personnage récurrent tout au long de la série est le Dr Victor, une personne responsable de la fusion des démons et qui prend différentes apparences à travers les différents jeux de la série.

## Histoire et développement
À la suite du succès du spin-off de Megami Tensei Shin Megami Tensei If... en 1994, le développeur principal Kouji Okada a décidé de créer une série de spin-offs pour explorer différentes possibilités narratives; les deux premiers spin-off étaient Revelations: Persona (1996) sur PlayStation, et Shin Megami Tensei: Devil Summoner sur Saturn,,. Devil Summoner s'inspirait des thèmes de la fiction de détective, en particulier de la fiction mélancolique et dure de Raymond Chandler,. C'était le premier jeu Megami Tensei à être sorti sur console de cinquième génération 32-bit, et le premier jeu Megami Tensei à avoir des graphismes 3D,. L'équipe de développement comprenait Okada en tant que réalisateur, l'écrivain récurrent Ryutaro Ito, et l'artiste Kazuma Kaneko,. À la suite du succès de Devil Summoner, le développement d'une suite a été lancé, inspiré par les dangers potentiels d'Internet. Okada et Kaneko sont revenus à leurs rôles respectifs, tandis que Shogo Isogai a créé le scénario basé sur le projet de Kaneko.
À la suite de la sortie de Shin Megami Tensei III: Nocturne en 2003, le producteur Kazuyuki Yamai souhaitait un projet pour son équipe qui offrirait de nouveaux défis, et décida de créer un nouveau titre Devil Summoner basé sur les retours du personnel,. Kaneko est revenu en tant que designer des personnages. Une suite a été produite peu de temps après, poursuivant l'histoire de Raidou Kuzunoha tout en étant une entrée autonome pour les nouveaux venus, avec Kaneko revenant à la fois en tant que designer des personnages et producteur,. Cette suite a apporté des améliorations mécaniques et des ajouts inspirés de la série principale. Une suite à Soul Hackers était depuis longtemps demandée par les fans, bien que le jeu original vieillissant et perdant de la reconnaissance grand public. Eiji Ishida et Mitsuru Hirata, qui avaient précédemment travaillé sur plusieurs titres de la série Megami Tensei, ont entamé la production d'une suite avec des mécaniques retravaillées et un nouveau style artistique dirigé par Shirow Miwa,.
Bien que la sortie à l'étranger ait été évoquée lors de sa publication, le premier Devil Summoner reste exclusif au Japon, son âge par rapport aux autres titres l'ayant empêché d'être publié durant l'ère PS2,. Soul Hackers était initialement aussi exclusif au Japon, avec une sortie à l'international qui n'est venue qu'avec le portage sur 3DS. Les deux titres Raidou Kuzunoha sont les premiers jeux Devil Summoner à être publiés en Occident. Seulement trois jeux ont été publiés en Europe, par des édteurs tiers : Soul Hackers par NIS America, le premier Raidou Kuzunoha par Koei, et Soul Hackers 2 par Sega
.

### Musique
La musique du jeu a été composée par Toshiko Tasaki et Tsukasa Masuko, avec plusieurs morceaux réutilisés pendant la production ou ayant changé de rôle. Pour Soul Hackers, Tasaki et Masuko ont été rejoints par Shoji Meguro; ce dernier s'est concentré sur les thèmes cyberpunk et l'atmosphère du jeu, regrettant le manque de liberté créative comparé à son travail sur Maken X,. Meguro est revenu pour la duologie Raidou Kuzunoha, utilisant des instruments à vent et du jazz pour émuler les années 1920, tout en intégrant son "son MegaTen" caractéristique, axé sur des guitares,,. La musique de Soul Hackers 2 a été composée par le groupe Monaca.

## Réception
| Jeux                                  | Famitsu | Metacritic |
| ------------------------------------- | ------- | ---------- |
| Devil Summoner                        | 35/40   | -          |
| Soul Hackers                          | 34/40   | 74/100     |
| Raidou Kuzunoha vs. the Soulless Army | 30/40   | 74/100     |
| Raidou Kuzunoha vs. King Abaddon      | 32/40   | 79/100     |
| Soul Hackers 2                        | 38/40   | 74/100     |

Les deux premiers jeux ont été parmi les titres les plus vendus sur la Sega Saturn au Japon. Technology Tell, dans un article rétrospectif sur la franchise Megami Tensei, a souligné que cette série se distingue des autres jeux de la franchise en raison de l'absence d'un cadre post-apocalyptique.

L'accueil réservé au premier jeu Raidou Kuzunoha a été globalement positif, les critiques soulignant sa rupture avec le gameplay traditionnel au tour par tour des autres séries Megami Tensei, tout en notant certains problèmes causés par les nouveaux éléments,,. Raidou Kuzunoha 2 a reçu un accueil plus favorable, les critiques le considérant comme une amélioration par rapport au premier jeu,,
.